# Église Notre-Dame-au-Bois
L'église Notre-Dame-au-Bois est une église de pèlerinage de style baroque située à Notre-Dame-au-Bois (Jezus-Eik en néerlandais), village de la commune belge d'Overijse, en Brabant flamand.

## Historique
Les origines de l'église sont liées à une légende racontant l'histoire d'un chêne (eik en néerlandais) menaçant connu sous le nom de « chêne du Diable » dans la forêt de Soignes,. Sur son lit de mort, le boucher bruxellois Peeter van de Kerckhove exprime comme dernière volonté qu'une statue de la Vierge Marie soit accrochée au vieux chêne afin de rompre cette mauvaise réputation, un vœu que son fils exauce en 1636,.
Par la suite, plusieurs guérisons miraculeuses sont attribuées à l'intercession de Notre-Dame, ce qui donne naissance à un lieu de pèlerinage.
Une première chapelle est construite en bois en 1642 puis, en 1650, face au nombre croissant de pèlerins, l'abbé Jan Maes de l'abbaye de Parc à Heverlee commande à l'architecte bruxellois Jacob Francart (1583-1651) la conception d'une église de pèlerinage baroque en briques,.
L'architecte Francart meurt peu après le début des travaux en 1651. La construction de la nef débute vers 1663, le pavement est réalisé en 1672, les vitraux sont installés en 1680 et le maître-autel, les autels latéraux et les boiseries du chœur sont achevés en 1714.
La création de la chaussée de Bruxelles à Overijse en 1726 facilite l'accès au hameau où fleurissent alors cafés et restaurants et l'endroit devient le point de départ des promeneurs bruxellois en forêt de Soignes.
En 1868, la façade baroque est remplacée par un pignon néogothique surmonté d'une tour mais cette rénovation est critiquée dès 1924 et l'intérieur est alors restauré par Paul Saintenoy : les murs, les autels et les boiseries du chœur sont entièrement repeints,.
La façade s'étant effondrée, l'architecte Simon  Brigode restitue à la façade son aspect baroque d'origine lors de la restauration de 1966-1969,.
Une dernière restauration a lieu au début du XXIe siècle sous la direction de l'architecte Denise Debrouwer.

## Statut patrimonial
L'église et la cure attenante font l'objet d'un classement au titre des monuments historiques depuis le 4 avril 1944 sous la référence 837 et figurent à l'inventaire du patrimoine immobilier de la Région flamande (Inventaris Onroerend Erfgoed) sous la référence 40481.

## Architecture extérieure
L'édifice est un église baroque à nef unique (église-halle) qui abrite sous son maître-autel les restes du chêne et de la petite chapelle d'origine.

### La façade occidentale
L'église présente une façade baroque datant de la restauration de 1970, édifiée en briques orange et rehaussée d'éléments en pierre de Gobertange, utilisés pour cloisonner la façade en de multiples compartiments.
Le registre inférieur de la façade est composé de trois travées. La travée centrale est percée d'un portail encadré de deux pilastres toscans portant un arc en plein cintre surmonté d'un larmier et d'un grand cartouche en pierre arborant la mention « IN HONOREM / B. MARIÆ VIRG. / ÆDIF. MDCLXVII / REST. MCMLXX » qui fait référence à l'année de construction de l'église (1667) et à l'année de reconstruction de la façade occidentale (1970). Chacune des deux travées latérales est ornée d'une niche aveugle et vide dont l'encadrement en pierre comporte des piédroits harpés surmontés d'impostes portant un arc à clé saillante.
Le registre médian de la façade est constitué d'une dizaine de panneaux de briques encadrés de pierre de taille. La partie centrale de ce registre est percée d'une grande fenêtre en plein cintre surmontée de deux étroites volutes et d'un grand oculus
La façade se termine par un pignon à volutes orné de pots à feu et sommé d'un fronton triangulaire sans retour.

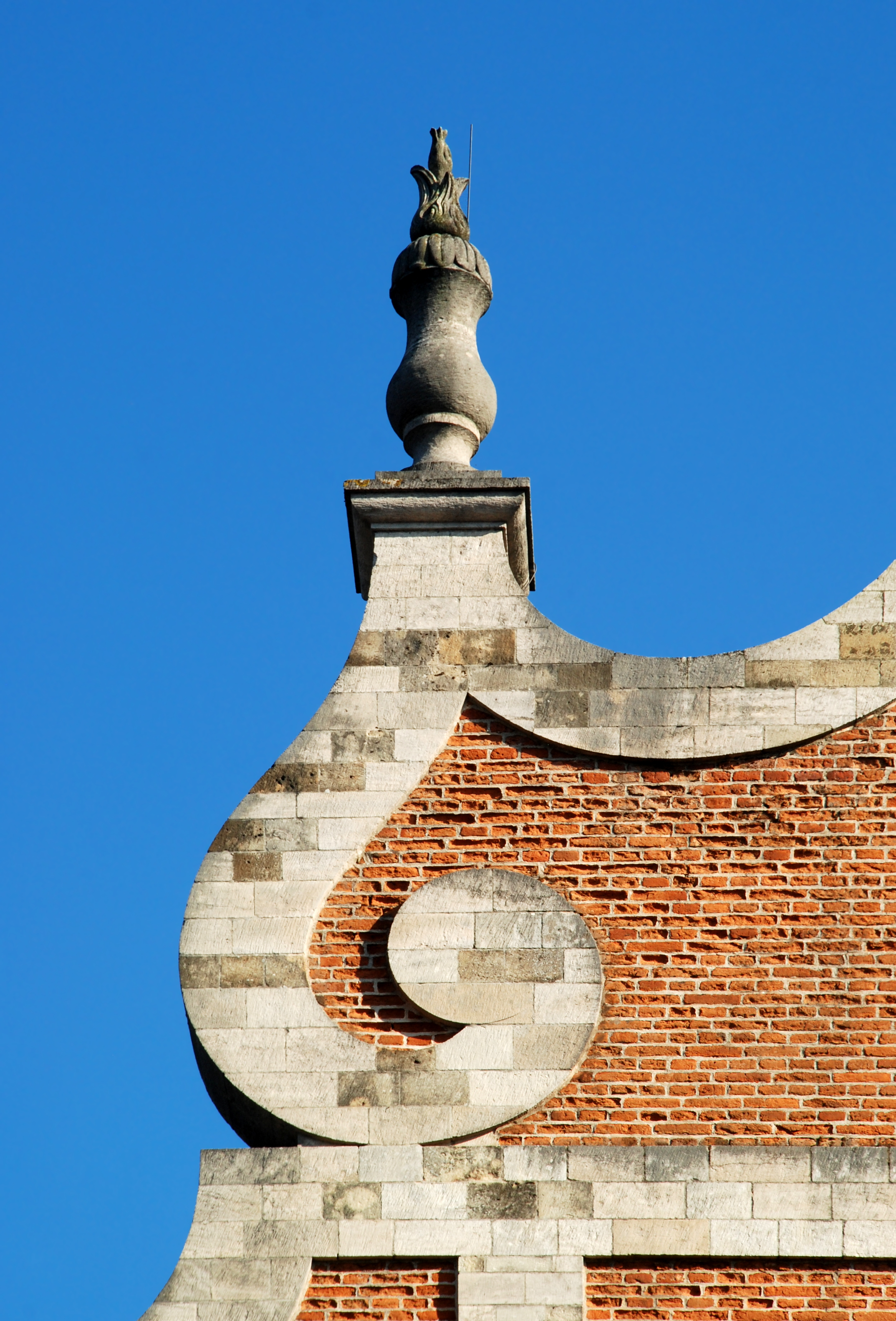
Pot à feu.
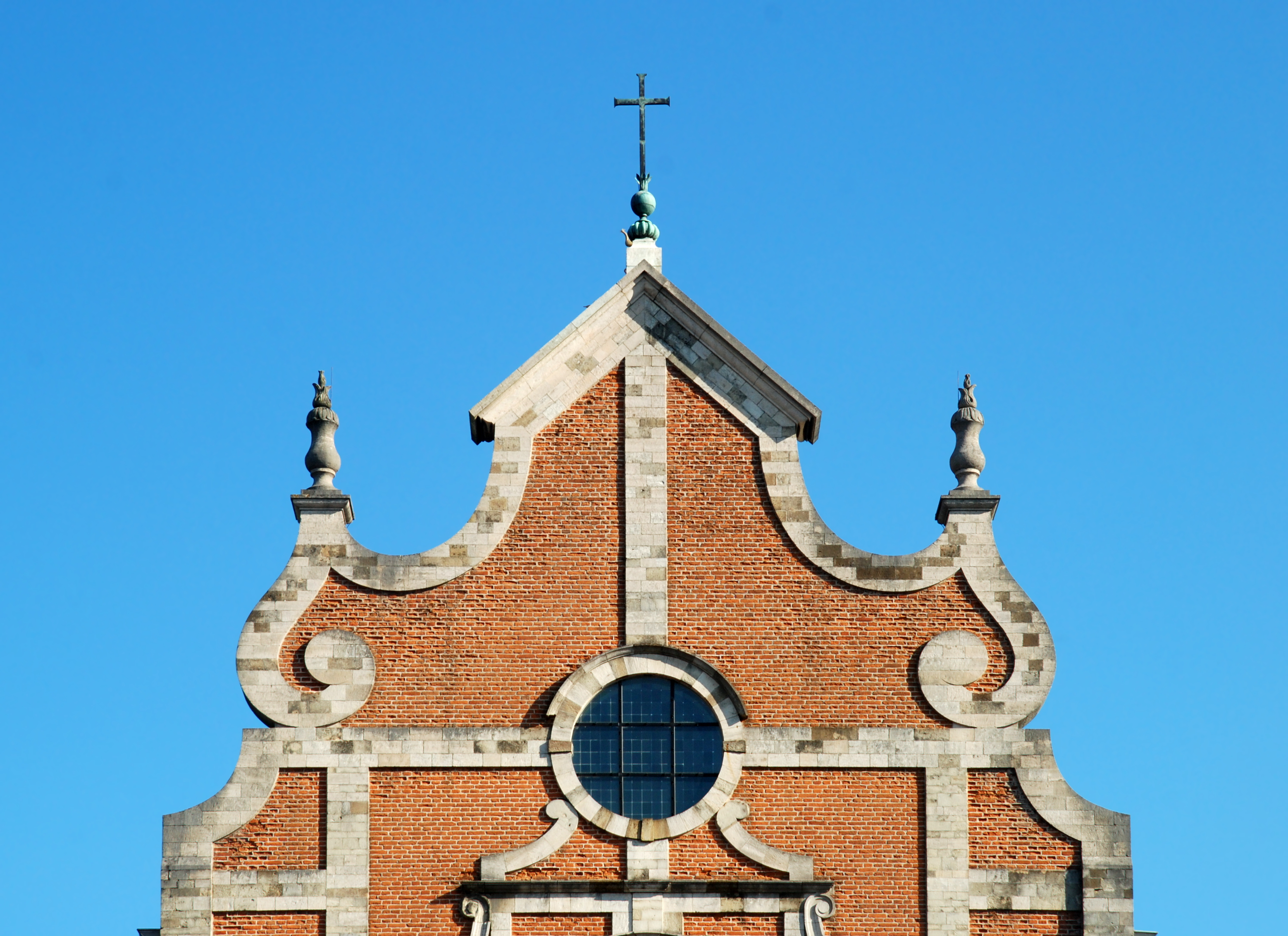
Pignon à volutes de style baroque.
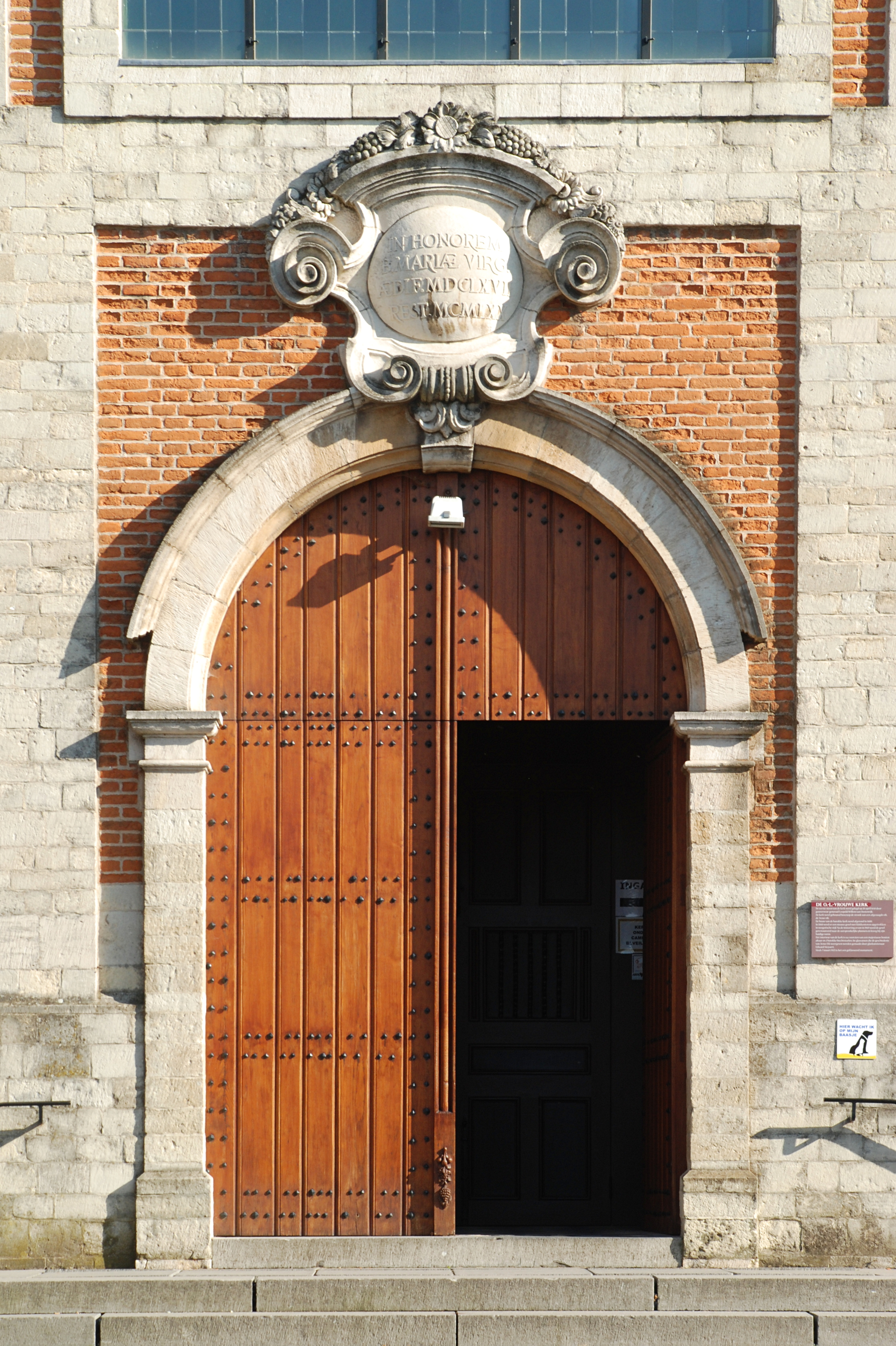
Portail.
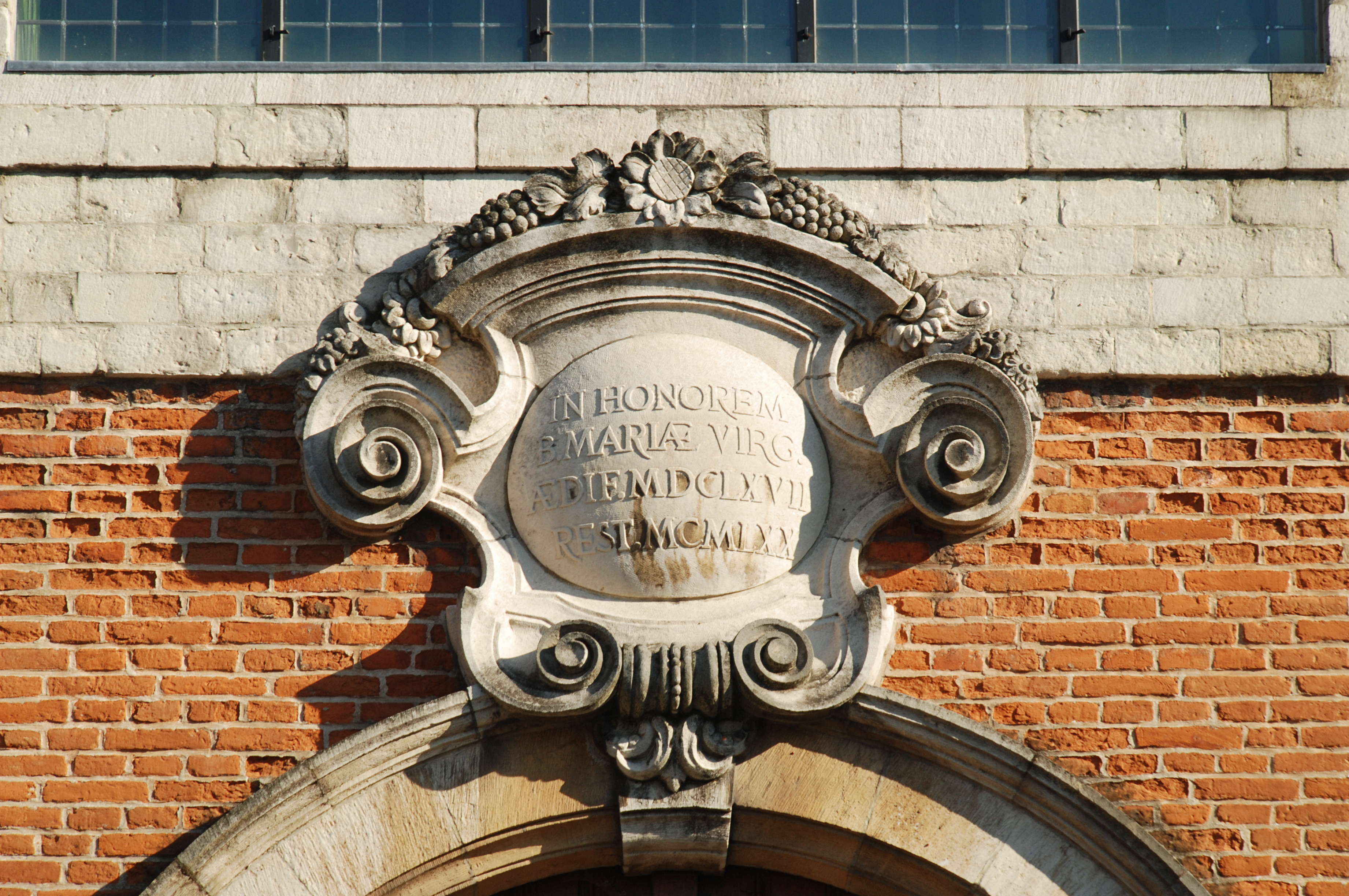
Cartouche.
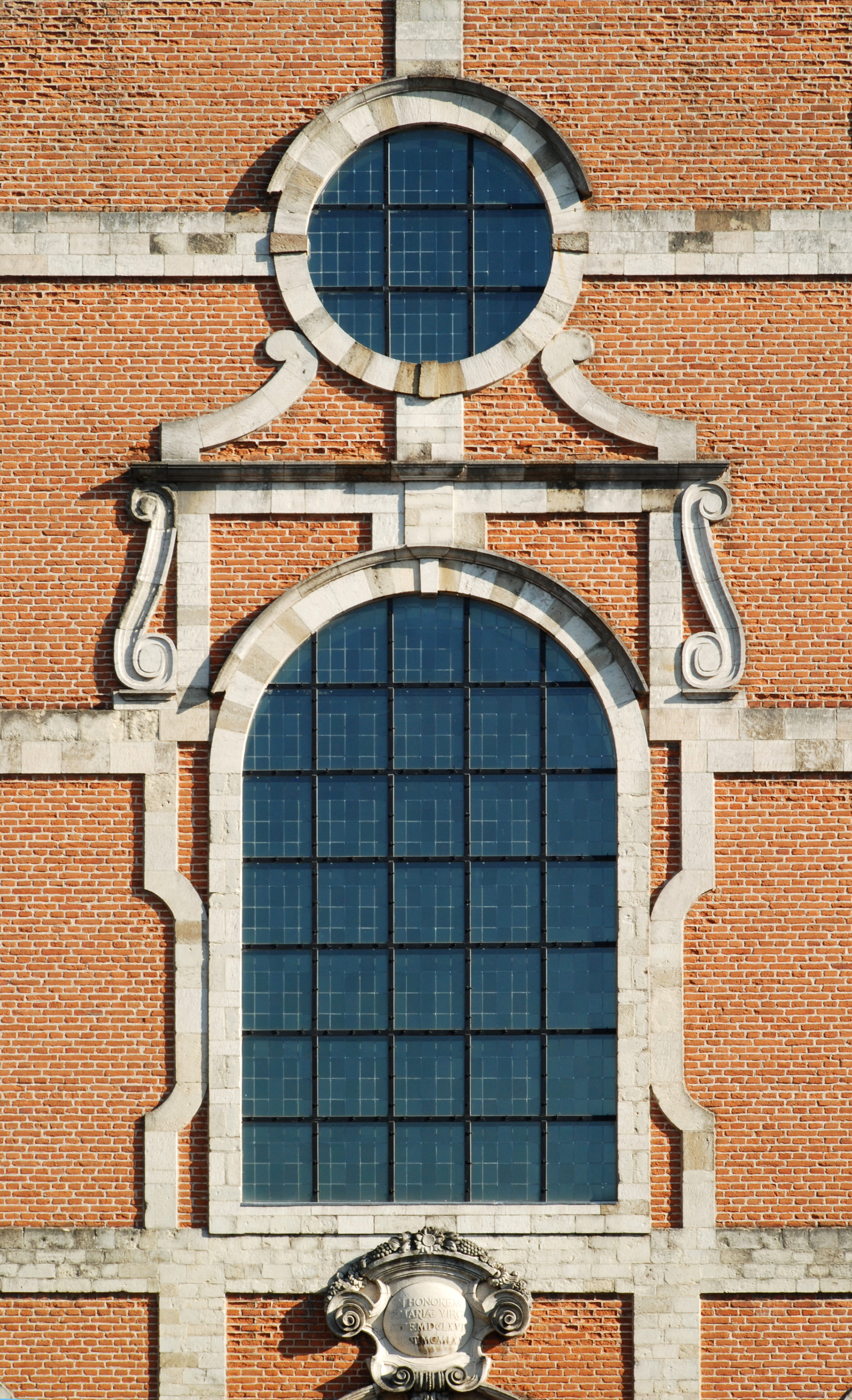
Fenêtre et oculus.

### La façade méridionale et le clocher
La façade méridionale est percée de six grandes fenêtres cintrées dont cinq correspondent aux travées de la nef et la sixième à la travée de chœur, plus large.
Elle est soutenue par de hauts contreforts en briques dont les chaînages d'angle renforcent la verticalité. Ces contreforts sont surmontés d'un couronnement en forme de volute.
L'église, couverte d'ardoises, possède un petit clocher octogonal surmonté d'une toiture en cloche surmontée d'un petit bulbe.

### Le chevet et la cure
L'église Notre-Dame-au-Bois possède un chevet plat édifié en briques et strié de bandes horizontales en pierre. Ce chevet, peu visible à cause de la cure, est percé en hauteur de deux oculi et d'une niche abritant une statue de la Vierge.
Masquant en grande partie le chevet, la cure prolonge l'église à l'est.
Elle est édifiée en briques et striée de bandes horizontales en pierre, comme le chevet, et est percée de nombreuses fenêtres à meneaux.

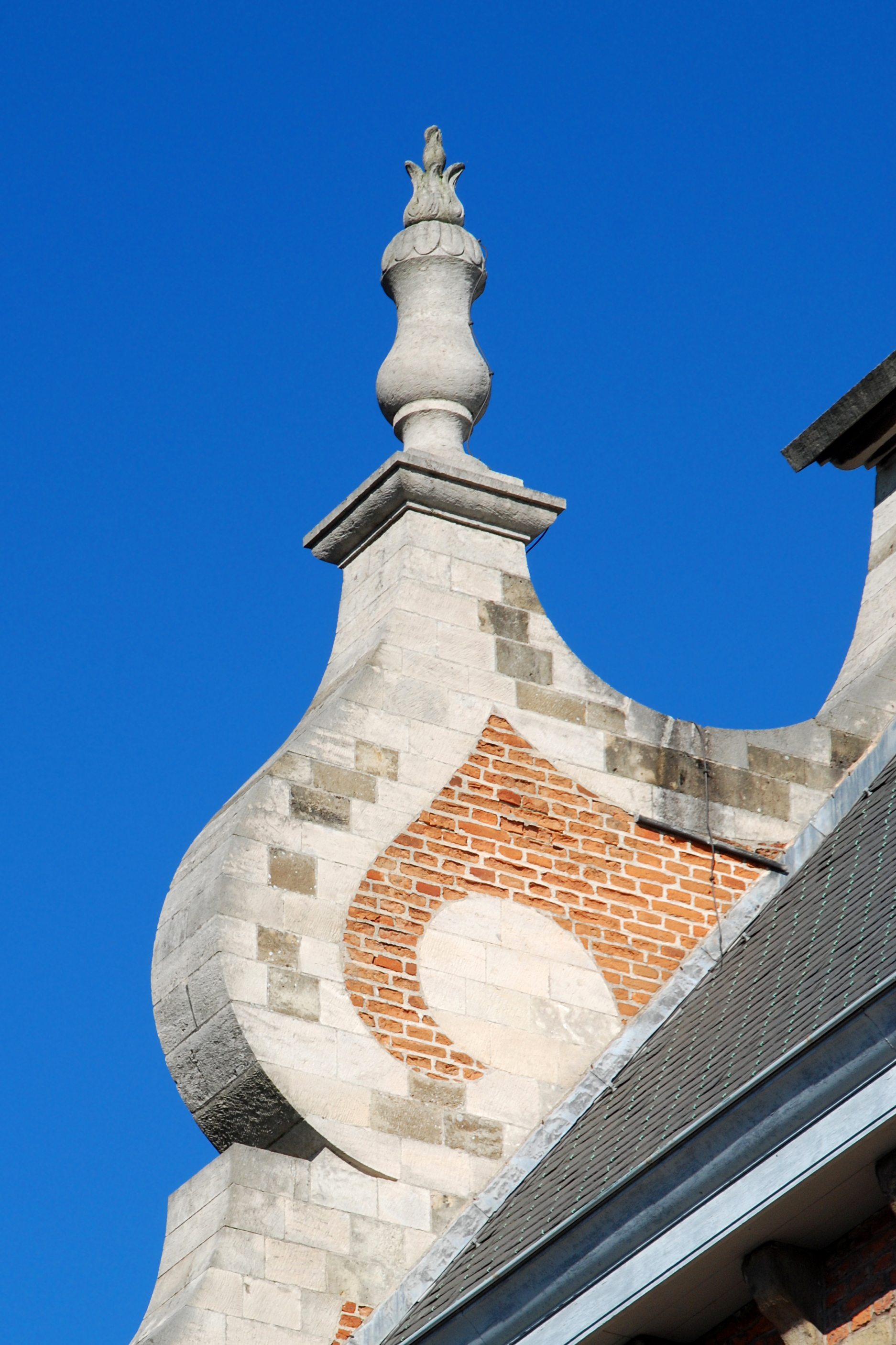
Pot à feu.
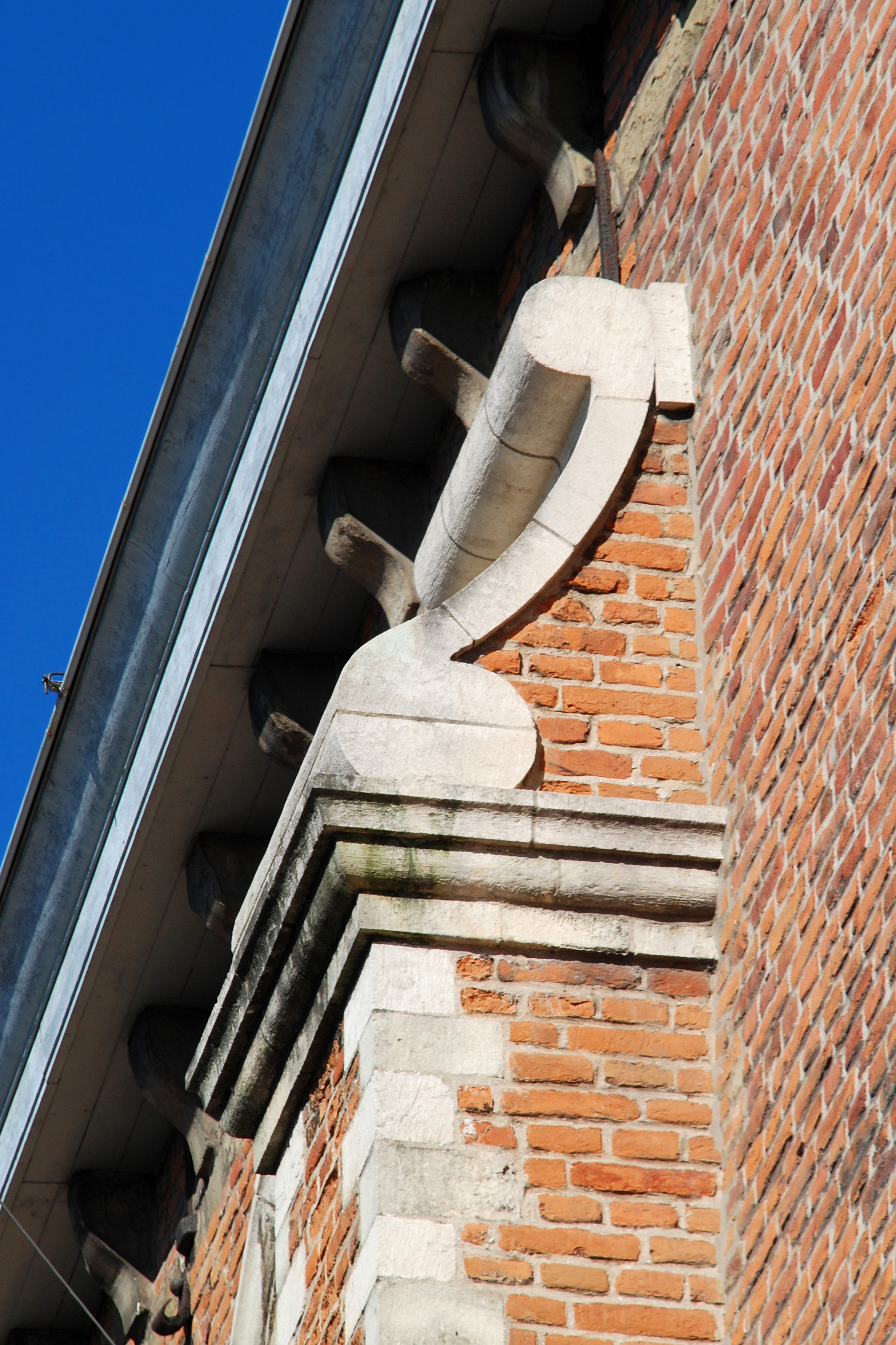
Couronnement de contrefort.
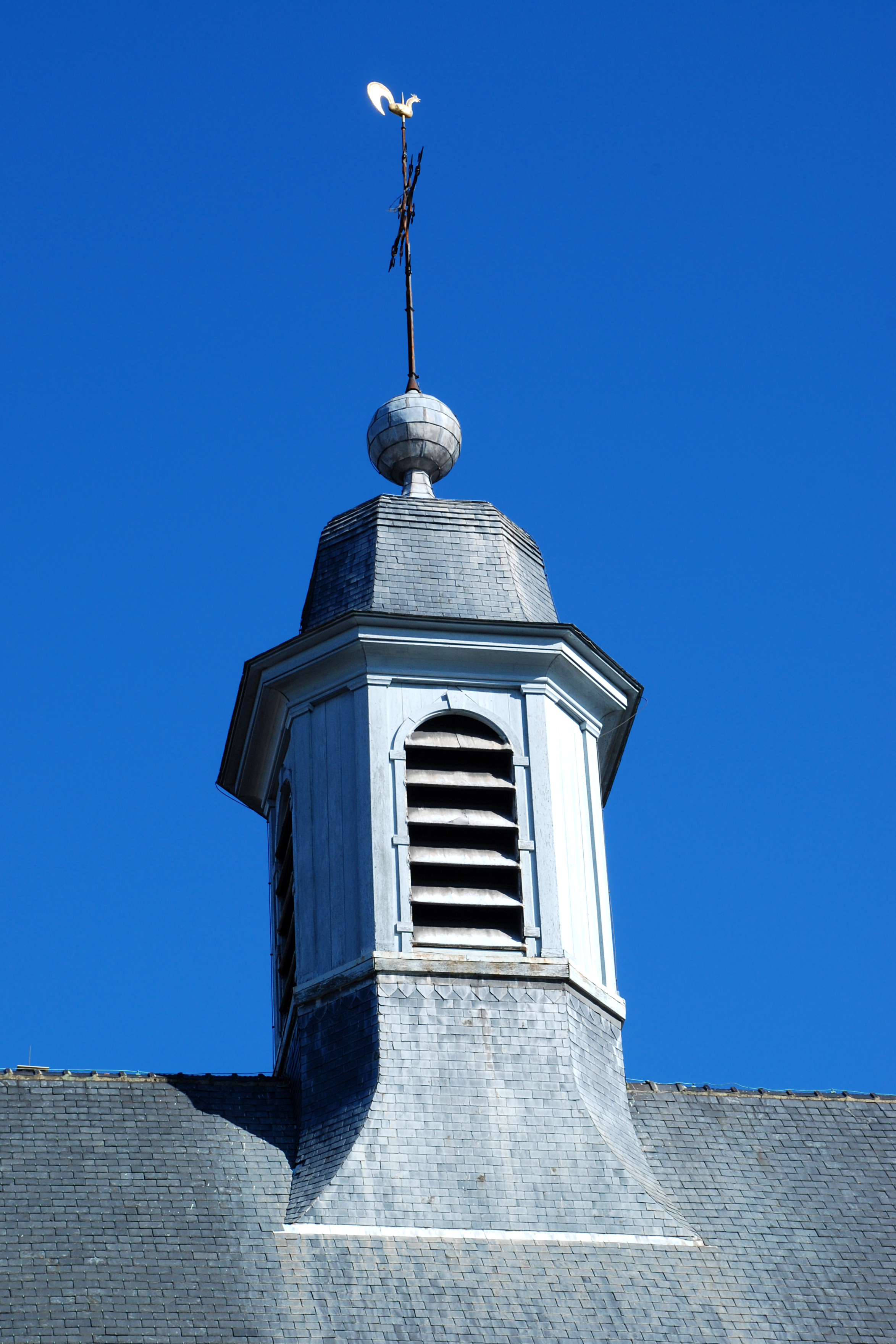
Le clocher.
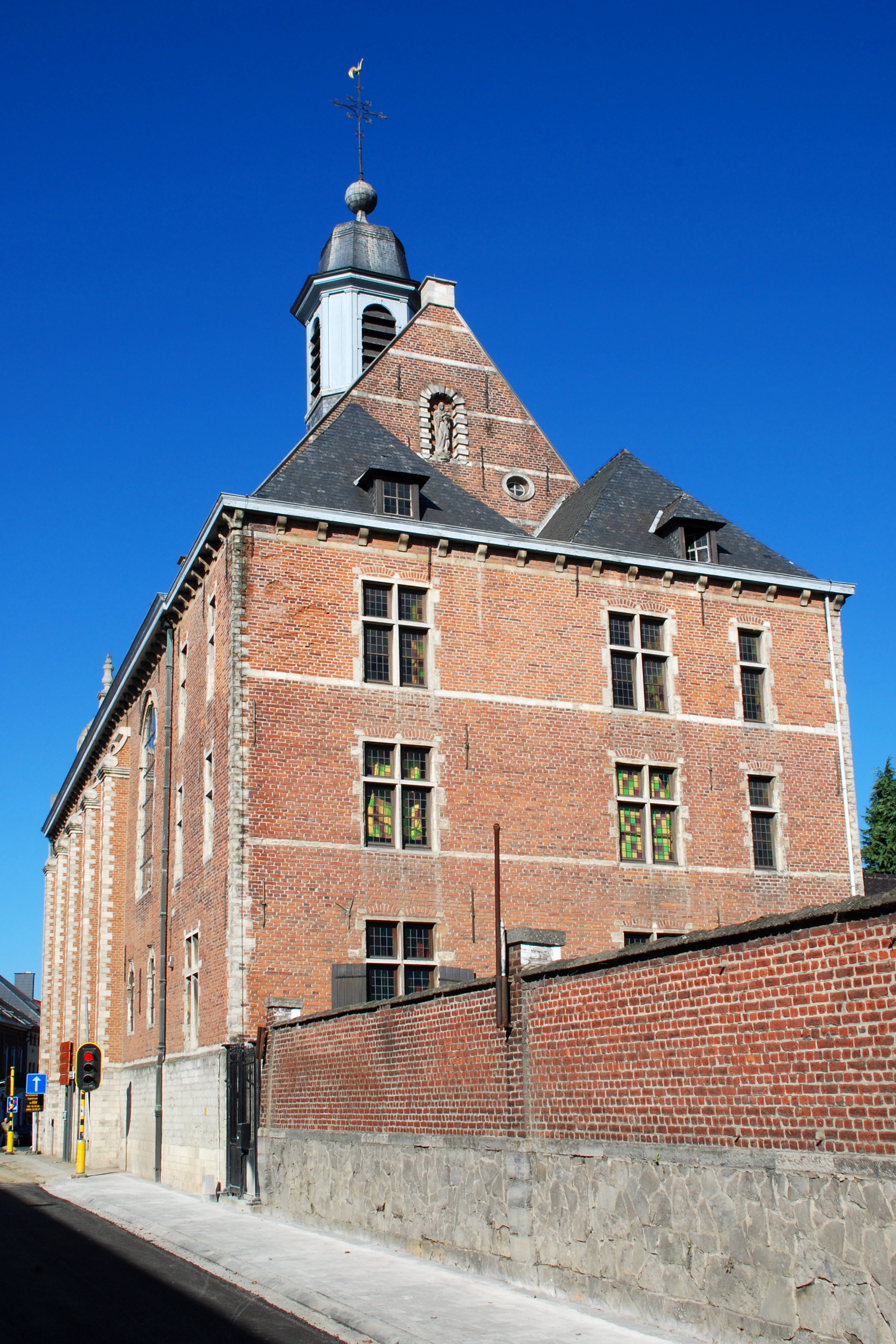
Le chevet masqué par la cure.

## Architecture intérieure et décoration

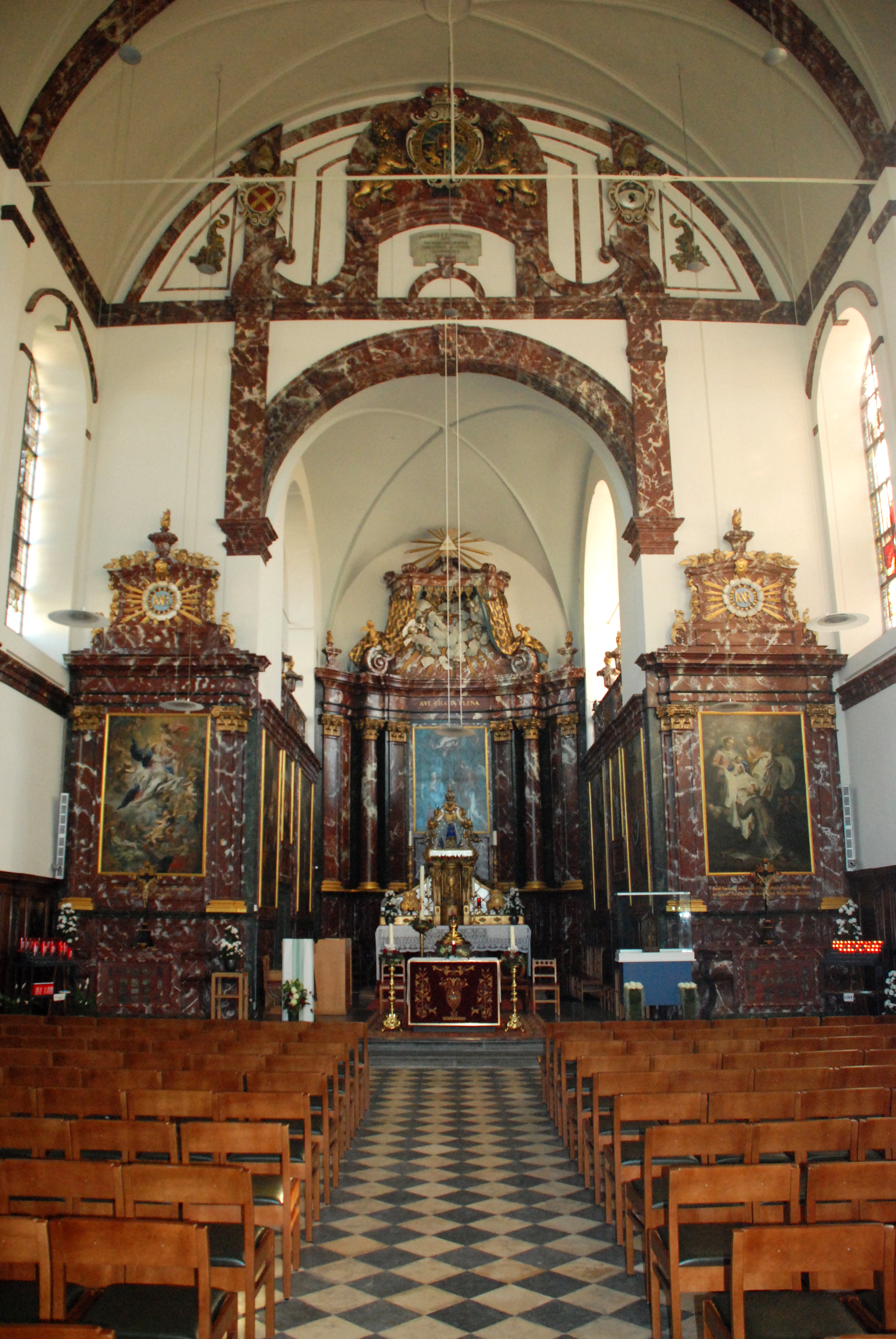
La nef et le chœur.

L'intérieur, typiquement baroque, présente une nef unique avec voûte en berceau.
Précédé d'un arc triomphal de style baroque, le sanctuaire abrite un maître-autel encadré d'une paire de colonnes et de deux paires de pilastres à chapiteaux corinthiens dorés. Ces chapiteaux supportent un entablement qui porte la mention Ave Gratia Plena et est sommé d'un couronnement baroque à volutes couronné d'un dais garni de tentures soutenues par des angelots dorés. Ce couronnement est encadré de deux petits pots à feu à flamme dorée. Au-dessus du maître-autel de 1714 est accrochée l'Annonciation de Marie, un tableau  offert par le peintre anversois Andries de Licht en remerciement pour la guérison de sa fille,. Les autels latéraux sont ornés respectivement du tableau « L'Assomption de Marie », au nord, et « Notre-Dame remet à Norbert l'habit blanc de l'Ordre » au sud : les deux autels datent de 1714 environ et les deux tableaux de l'école flamande de 1670 environ.
Les fonts baptismaux en pierre bleue de 1756 sont recouverts d'un couvercle en laiton et ornés sur leur pied d'un relief de Notre-Dame à l’Enfant,.
Les deux confessionnaux datent de 1650-1675, la chaire de vérité de 1763 et les fonts baptismaux de 1756.
Plus de quarante peintures votives et ex-voto, parmi lesquels 13 portraits d'enfants, sont conservés dans l'église et dans la cure,. Ces peintures furent réalisées en signe de gratitude pour une guérison ou pour une faveur obtenue, ou pour perpétuer le souvenir d'un enfant. Certains de ces tableaux ont pu être datés entre 1642 et 1883, le plus ancien étant la scène de la guérison d'Anna Gorist, vers 1642. La moitié environ de ces peintures votives on été intégrées lors de la restauration de 1924 dans des lambris en chêne qui relient entre eux les confessionnaux baroques.
Les vitraux réalisés en 1924 par le bruxellois Édouard Steyaert retracent l'histoire du lieu de pèlerinage de Jesus-Eik, notamment le couronnement de la statue de la Vierge Marie par le cardinal Mercier,.

Les lambris ornés de peintures votives
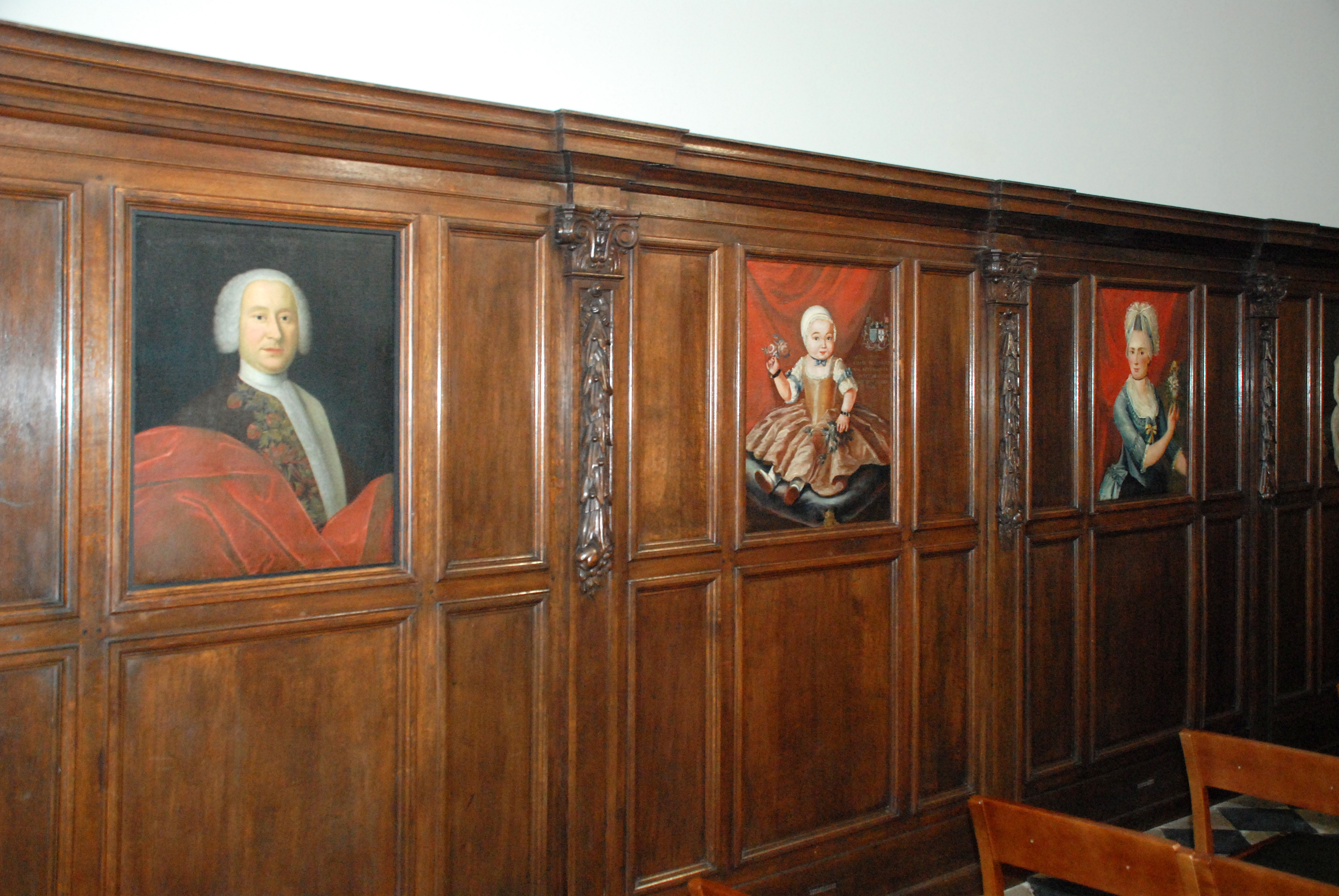
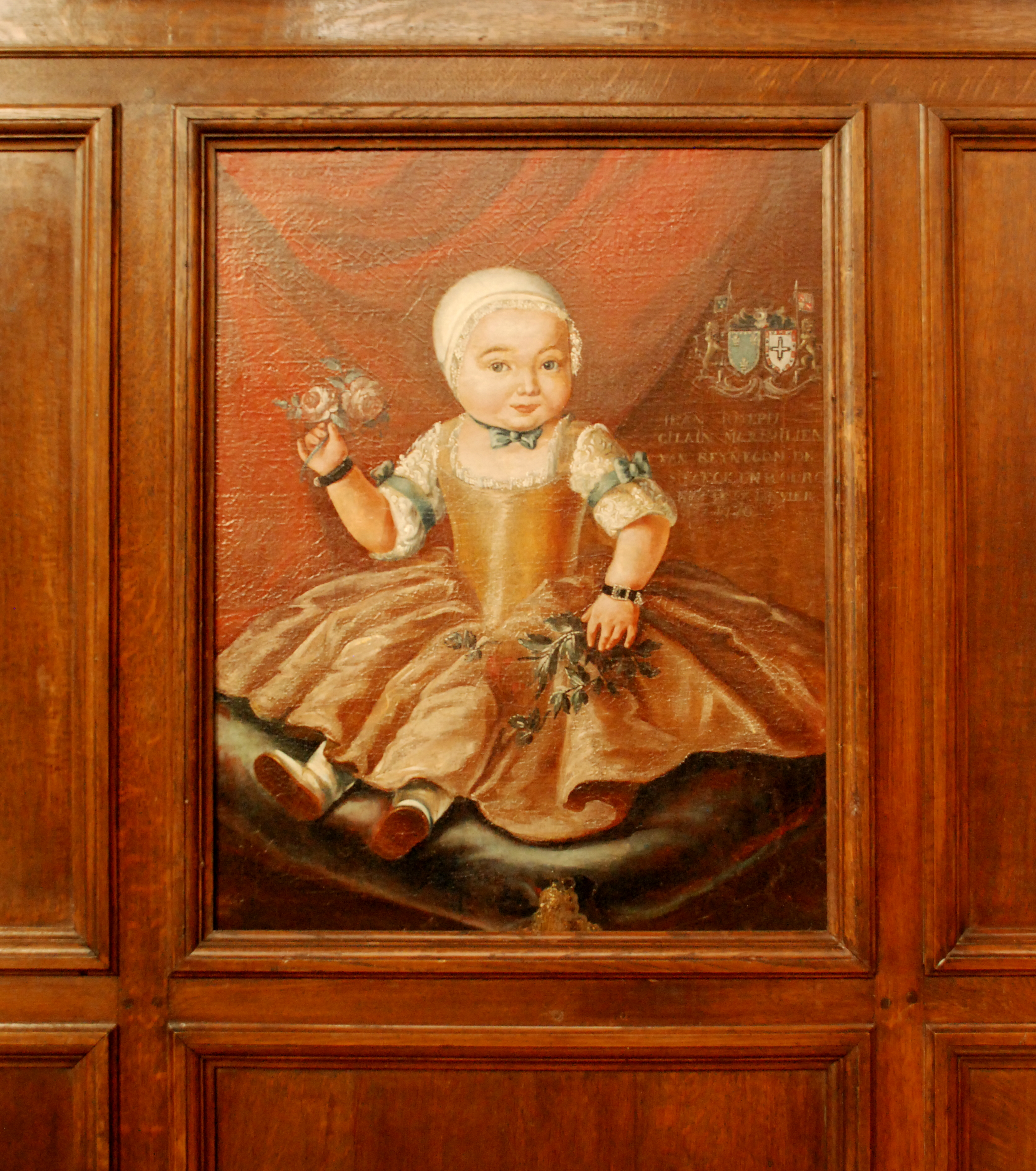
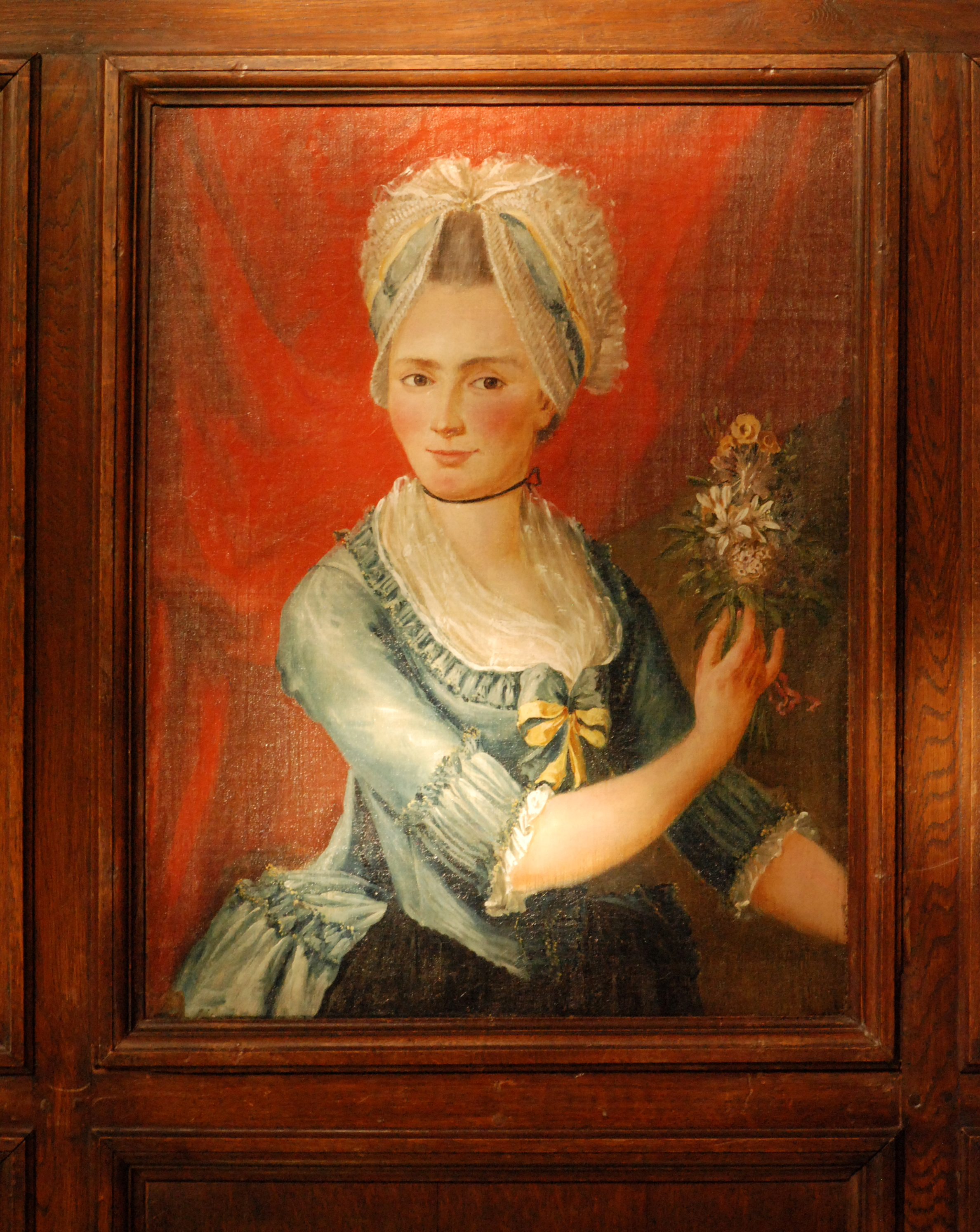
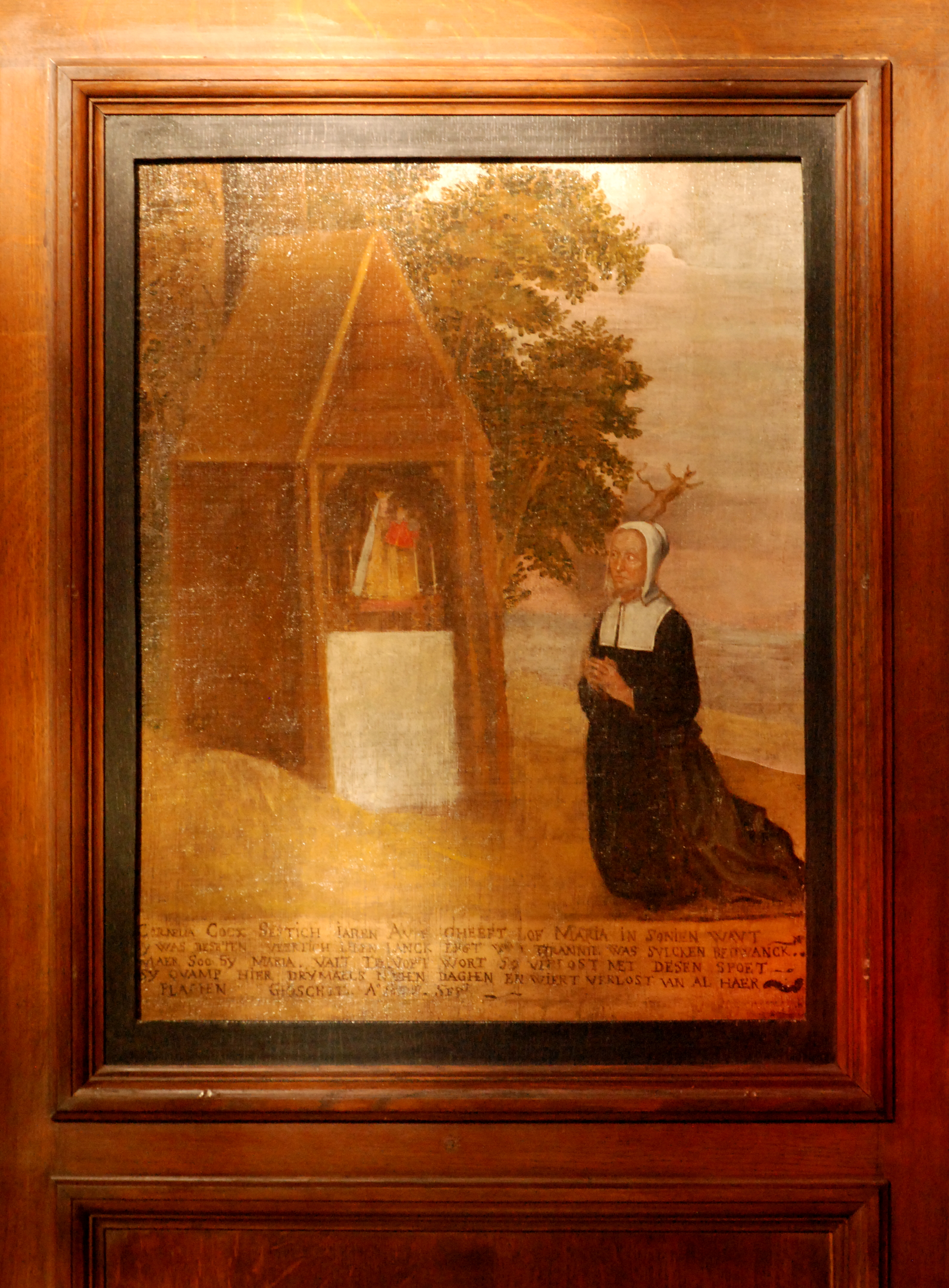